# Tom Petersson
Thomas John Peterson (9 mei 1950) is een Amerikaanse basgitarist, bekend van de rockband Cheap Trick.

## Biografie
Voordat Petersson zich voegde bij Cheap Trick, speelde hij in een aantal andere bands als the Bol Weevils, the Grim Reapers, Sick Man of Europe en Fuse. Hij begon met de e-gitaar, maar wisselde spoedig naar de basgitaar. Zijn professionele carrière was nauw verbonden met Cheap Trick-gitarist Rick Nielsen, sinds de Grim Reapers in 1967. The twee formeerden samen de band in 1974.
Tijden de toonaangevende periode van Cheap Trick begon Petersson te spelen op een 12-snarige basgitaar in samenwerking met Hamer Guitars. Petersson verliet Cheap Trick in augustus 1980, kort voor het verschijnen van het album All Shook Up. Hij werkte met zijn echtgenote Dagmar aan materiaal voor een soloalbum, dat uiteindelijk werd uitgebracht in 1984 als de ep (6 songs) Tom Peterson and Another Language. Hij toerde ook met Carmine Appice in 1982. Van 1985 tot 1987 begeleidde hij Pete Comita, die hem kort had vervangen bij Cheap Trick in een verbeterde versie van zijn vroegere band Sick Man of Europe, met onder andere songwriter Janna Allen. Petersson voegde zich weer bij Cheap Trick in 1987 en bleef sedertdien bij de band.
Buiten Cheap Trick had Petersson gewerkt met artiesten als Donovan, Willie Nelson, Mick Jagger, Harry Nilsson (niet gebruikte nummers voor het album Every Man Has a Woman), Bill Lloyd, Frank Black, Concrete Blonde, Foster & Lloyd, Edan Everly, Coinship en leden van The Mavericks. Petersson verscheen in 1986 ook in de muziekvideo Something to Believe In van The Ramones.

## Privéleven
Petersson en zijn echtgenote Alison hebben twee kinderen, zoon Liam en dochter Lilah. In 2014 stichtten Tom en Alison Rock Your Speech om begrip en waardering te promoten voor autismespectrum-stoornis en om muziek te gebruiken om kinderen te helpen om spraakproblemen te overwinnen, die worden geassocieerd met autisme.